# Subnasale
A subnasale a koponyaméréstanban használt pont a koponyán. A csontos orrsövény legelső pontja. Ezt a pontot különböző síkok meghatározására használják a fogászatban. A rágósíkkal párhuzamos síkot a két porion és a subnasale határozza meg.